# 11 Dywizjon Artylerii Ciężkiej (1939)
11 dywizjon artylerii ciężkiej (11 dac) – pododdział artylerii ciężkiej Wojska Polskiego.
Dywizjon nie występował w pokojowej organizacji wojska. Został sformowany w 1939 przez 6 pułk artylerii ciężkiej  ze Lwowa.

## 11 dac w kampanii wrześniowej

### Mobilizacja
11 dywizjon artylerii ciężkiej został sformowany w garnizonie Lwów, w I rzucie mobilizacji powszechnej, przez 6 pułk artylerii ciężkiej  w okresie od 31 sierpnia do 3 września 1939 roku. 11 dac był organiczną jednostką artylerii 11 Karpackiej Dywizji Piechoty. W kampanii wrześniowej 1939 11 dac walczył w składzie macierzystej dywizji oraz 38 Dywizji Piechoty Rezerwowej. Mobilizacja dywizjonu odbyła się w Sokolnikach pod Lwowem. Problem sprawiła mobilizacja, koni, wozów sabotowana przez ludność ukraińską. Wystąpiły opóźnienia w dostawie wyposażenia i amunicji, Dywizjon nie otrzymał etatowych lkm. Rano 4 września dywizjon załadował się do trzech eszelonów na Dworcu Lwów-Podzamcze. Skąd wieczorem wyruszył do macierzystej 11 Karpackiej Dywizji Piechoty.    

### Działania bojowe
Po dojechaniu w rejon Sądowej Wiszni, nastąpiło zatrzymanie transportów dywizjonu, z uwagi na zniszczenia linii kolejowych, przez lotnictwo niemieckie. Podczas postoju 7 i 8 września transport był dwukrotnie bombardowany, z tego powodu poniesiono starty w poległych i rannych. Na rozkaz dowódcy OK VI w dniu 9 września dywizjon z transportu został wyładowany i pomaszerował w kierunku Mościsk. 10 września dowódcy artylerii 38 DP rez. został podporządkowany 11 dac. W nocy 12/13 września 11 dywizjon dołączył do 38 DP rez. 13 września był nieskutecznie bombardowany przez lotnictwo niemieckie. W nocy 13/14 września dotarł w rejon Sądowej Wiszni i po zajęciu stanowisk ogniowych, wspierał 38 DP rez. w walce o Sądową Wisznię, oraz zwalczał artylerię niemiecką. Był tego dnia kilkakrotnie atakowany, przez pojedyncze samoloty niemieckie, bez strat. Nocą 14/15 września na skutek pomyłki dywizjon wykonał zbędny marsz w kierunku lasów janowskich i z powrotem.    
15 września w godzinach popołudniowych, 11 dac dołączył do macierzystej 11 KDP i zajął stanowiska ogniowe w rejonie Zarzecza. Po czym po zwinięciu ich pomaszerował w kolumnie 49 pułku piechoty, w kierunku Ożomli. Następnie wsparł ogniem artylerii, 49 pp przy zdobywaniu wsi Ożomla Mała i Wielka, Szumlaki i częściowo Nowosiółki. Ostrzał 11 dac zadał oddziałom niemieckim duże straty, stanowiska dywizjonu były bombardowane przez lotnictwo wroga. Nocą 15/16 września 11 dywizjon przemieszczał się za czołowymi oddziałami piechoty, przez zdobyte wsie Mużyłowice, Berdychów i Mołoszkowice, wieczorem osiągnął miejscowość Szkło. W trakcie marszu 1 bateria armat utknęła w bagnistym terenie za Sądową Wisznią, konie nie były w stanie wyciągnąć armat. Dalszy jej los jest nieznany. Tego dnia do 11 dac przydzielono baterię 3/60 dywizjonu artylerii ciężkiej z haubicami 155 mm. 17 września 2 bateria zajęła stanowiska ogniowe, w gotowości do wsparcia stanowisk obronnych piechoty 11 KDP. Ok. godz.10.00 bateria skutecznie wspierała obronę batalionu III/48 pułku piechoty w kierunku Szkła na Zabłoty. Następnie haubice ostrzelały dalekim ogniem kolumnę niemieckiej 7 DP w pobliżu Nowego Jazowa rozpraszając ją. Dywizjon toczył pojedynki artyleryjskie z niemiecką artylerią, odparł też trzy natarcia niemieckie na stanowiska własnej piechoty. Po południu 17 września 11 dac maszerował w kolumnie za 48 pp leśnymi duktami w deszczu i w nocy po osi Zabłoty-Lelechówka.    
18 września kontynuował marsz do Janowa przez most na rzece Wereszyca, następnie przez Stawki, Łozinę, Jaśniska dotarł do Brzuchowic. 19 września haubice 2 baterii wspierały atak piechoty na grupę „Schörner” z niemieckiej 1. Dywizji Górskiej, która blokowała drogę do Lwowa. Ok. godz.18.00 celny ogień całego dywizjonu umożliwił przerwanie się do Lwowa zbiorczego batalionu mjr. Lityńskiego. 20 września od godz.15.00 dywizjon prowadził intensywny ostrzał stanowisk niemieckich „z mapy”, gdyż brakowało kabla do łączności telefonicznej i obserwatorów. Do końca dnia na rozkaz gen. broni K. Sosnkowskiego; baterie ciężkie wystrzelały resztę amunicji, a następnie uszkodziły działa i w rozproszeniu miały wyjść z okrążenia.   

## Organizacja i obsada personalna
- dowódca dywizjonu – mjr art. Zygmunt IV Dobrowolski[3]

- dowódca 1 baterii (trzy 105 mm armaty wz. 1913) – por. Wacław Zawadzki (9 V 1912 – † 1940 Katyń)

- dowódca 2 baterii (trzy 155 mm haubice wz. 1917) – ppor. Alfred Wasilewski (ur. 19 VIII 1912 – † 1939 ? 1940 na Kresach)

- dowódca kolumny amunicyjnej - por. rez. Michał Kostecki

pluton taborowy nr 11
Przydzielona do 11 dac 
3 bateria 60 dac (155 mm haubice wz. 1917)
- dowódca – kpt. Ludwik Marian Skorski (1 IX 1906 – 21 IX 1939 w szpitalu w Przemyślu, ranny 17 IX 1939 pod Lelechówką)